# Churchill (cheval)
Pour les articles homonymes, voir Churchill.
Churchill, né en 2014, est un cheval de course irlandais entrainé par Aidan O'Brien pour l'écurie Coolmore. 

## Carrière
Né tôt dans l'année, fin janvier, Churchill est élevé en Irlande par une structure associée à Coolmore et prend la direction de Ballydoyle où il est entraîné par Aidan O'Brien. Il fait d'honorables débuts, sanctionnés par une troisième place dans un maiden au Curragh, puis se distingue durant le meeting de Royal Ascot en remportant une Listed. C'est le début d'une folle série. Le poulain s'adjuge un premier groupe en juillet à Leopardstown, puis les Futurity Stakes et trouve la consécration dans les National Stakes, dans lesquels il écrase la concurrence. Il ne lui reste qu'une marche à gravir pour ravir le titre de meilleur 2 ans européen : les Dewhurst Stakes, qui sert souvent de sésame, et consacre le favori des classiques de printemps. C'est chose faite, et avec brio. Avec 5 victoires en 6 courses, Churchill est sans conteste le numéro 1 de sa génération, nanti d'un excellent rating FIAH de 122.  
Comme souvent avec les jeunes étoiles de Coolmore, pas de course de rentrée, pas de préparatoire avant le premier classique de la saison : Churchill rentre directement dans les 2000 Guinées, dont il est le grand favori, et s'impose nettement. Il semble inarrêtable. Et ça continue : trois semaines plus tard, on ne lui résiste pas davantage dans les 2000 Guinées irlandaises, même pas l'excellent mais fantasque Thunder Snow, champion en devenir. Plus encore que Gleneagles qui, deux ans plus tôt, avait connu un parcours assez similaire, Churchill rappelle furieusement un autre phénomène paré de la casaque Coolmore, Rock of Gibraltar, qui avait en 2002 enquillé sept groupe 1 d'affilée, dont la série Dewhurst Stakes / 2000 Guinées / 2000 Guinées irlandaises. Mais Churchill n'est pas Rock of Gibraltar, qui avait gardé son invincibilité jusqu'à l'automne. Lui échoue inexplicablement dans les St. James's Palace Stakes, après sept victoires de rang. On tente alors de le faire monter en distance vers les 2 000 mètres des International Stakes, et il est de nouveau battu, certes pas un très bon cheval en pleine forme, Ulysses. À l'automne, rien ne va plus : Churchill sombre dans les Irish Champion Stakes. Il court honorablement dans les Queen Elizabeth II Stakes pour son retour sur le mile, mais achève sa carrière par une expédition aventureuse, et infructueuse, dans la Breeders' Cup Classic, course si particulière pour les Européens. Alors certes la deuxième partie de saison de Churchill fut erratique, mais on n'oubliera pas sa série de sept victoires d'affilée, dont deux championnats pour 2 ans et deux classiques.    

### Résumé de carrière
| Date         | Hippodrome   | Pays        | Course                    | Statut      | Distance    | Jockey       | Place       | Écart       | Vainqueur ou deuxième |
| 2016, 2 ans  | 2016, 2 ans  | 2016, 2 ans | 2016, 2 ans               | 2016, 2 ans | 2016, 2 ans | 2016, 2 ans  | 2016, 2 ans | 2016, 2 ans | 2016, 2 ans           |
| ------------ | ------------ | ----------- | ------------------------- | ----------- | ----------- | ------------ | ----------- | ----------- | --------------------- |
| 22 mai       | Curragh      | Irlande     | Maiden                    |             | 1 200 m     | R. Moore     | 3e / 11     | 2 ½         | Van Der Decken        |
| 18 juin      | Ascot        | Royaume-Uni | Chesham Stakes            | Listed      | 1 400 m     | R. Moore     | 1er / 13    | 1/2         | Isomer                |
| 21 juillet   | Leopardstown | Irlande     | Tyros Stakes              | Gr. 3       | 1 400 m     | R. Moore     | 1er / 6     | enc.        | Alexious Komnenos     |
| 21 août      | Curragh      | Irlande     | Futurity Stakes           | Gr. 2       | 1 400 m     | S. Heffernan | 1er / 4     | 2           | Radio Silence         |
| 11 septembre | Curragh      | Irlande     | National Stakes           | Gr. 1       | 1 400 m     | R. Moore     | 1er / 7     | 4 ¼         | Mehmas                |
| 8 octobre    | Newmarket    | Royaume-Uni | Dewhurst Stakes           | Gr. 1       | 1 400 m     | R. Moore     | 1er / 7     | 1 ¼         | Lancaster Bomber      |
| 2017, 3 ans  |              |             |                           |             |             |              |             |             |                       |
| 6 mai        | Newmarket    | Royaume-Uni | 2000 Guineas              | Gr. 1       | 1 600 m     | R. Moore     | 1er / 10    | 1           | Barney Roy            |
| 27 mai       | Curragh      | Irlande     | Irish 2000 Guineas        | Gr. 1       | 1 600 m     | R. Moore     | 1er / 6     | 2 ½         | Thunder Snow          |
| 20 juin      | Ascot        | Royaume-Uni | St. James's Palace Stakes | Gr. 1       | 1 600 m     | R. Moore     | 4e / 8      | 3 ¼         | Barney Roy            |
| 23 août      | York         | Royaume-Uni | International Stakes      | Gr. 1       | 2 080 m     | R. Moore     | 2e / 7      | 2           | Ulysses               |
| 9 septembre  | Leopardstown | Irlande     | Irish Champion Stakes     | Gr. 1       | 2 000 m     | R. Moore     | 7e / 10     | 4           | Decorated Knight      |
| 21 octobre   | Ascot        | Royaume-Uni | Queen Elizabeth II Stakes | Gr. 1       | 1 600 m     | R. Moore     | 3e / 15     | 1 ½         | Persuasive            |
| 4 novembre   | Del Mar      | États-Unis  | Breeders' Cup Classic     | Gr. 1       | 2 000 m     | R. Moore     | 7e / 11     | 18 ½        | Gun Runner            |

## Au haras
Retiré à Coolmore et offert à 35 000 € la saillie tout en faisant la navette avec l'Australie, Churchill ne tarde pas à se mettre en évidence comme étalon, donnant dès sa première génération le champion Vadeni (Prix du Jockey-Club, Eclipse Stakes, 3 ans européen de l'année). Il est également le père de la championne Blue Rose Cen (Prix Marcel Boussac, Poule d'Essai des Pouliches, Prix de Diane, Prix de l'Opéra).

## Origines
Churchill est l'un des multiples champions issus de l'incomparable Galileo, père de plus de 100 vainqueurs de groupe 1, un record absolu. Sa famille maternelle est très brillante, on peut la tracer à partir de Kangra Valley, une jument restée inédite née en 1991, mère de :
- Jwala (Oasis Dream) : Nunthorpe Stakes
- Airwave (Air Express) : Cheveley Park Stakes, Ridgewood Pearl Stakes (Gr.2), Temple Stakes (Gr.2), 2e Golden Jubilee Stakes, July Cup, Haydock Sprint Cup, Diadem Stakes (Gr.2), World Trophy (Gr.3), Athasi Stakes (Gr.3). Mère de :
  - Aloof (Galileo) : Denny Cordell EBF Fillies (Gr.3). 2e Landwades Stud Fillies Stakes, International Stakes, Dance Design Stakes (Gr.3). 3e Solonaway Stakes, Diamond Stakes (Gr.3).
  - Keats (Galileo) : 2e Peter Young Stakes (Gr.2, AUS)
  - Meow (Storm Cat) : 2e Queen Mary Stakes (Gr.2), mère de :
    - Clemmie (Galileo) : Cheveley Park Stakes, Duchess of Cambridge Stakes (Gr.2), Grangecon Stud Stakes (Gr.3) 3e Falmouth Stakes, Matron Stakes.
    - Bleinheim Place (Galileo) : Diamond Stakes (Gr.3). 2e Derby Trial, International Stakes (Gr.3). 3e Kilternan Stakes (Gr.3).
    - Churchill

### Pedigree
| Origines de Churchill (IRE), mâle bai né en 2014 | Origines de Churchill (IRE), mâle bai né en 2014 | Origines de Churchill (IRE), mâle bai né en 2014 | Origines de Churchill (IRE), mâle bai né en 2014 |
| ------------------------------------------------ | ------------------------------------------------ | ------------------------------------------------ | ------------------------------------------------ |
| Père Galileo 1998                                | Sadler's Wells 1981                              | Northern Dancer                                  | Nearctic                                         |
| Père Galileo 1998                                | Sadler's Wells 1981                              | Northern Dancer                                  | Natalma                                          |
| Père Galileo 1998                                | Sadler's Wells 1981                              | Fairy Bridge                                     | Bold Reason                                      |
| Père Galileo 1998                                | Sadler's Wells 1981                              | Fairy Bridge                                     | Special                                          |
| Père Galileo 1998                                | Urban Sea 1989                                   | Miswaki                                          | Mr. Prospector                                   |
| Père Galileo 1998                                | Urban Sea 1989                                   | Miswaki                                          | Hopespringseternal                               |
| Père Galileo 1998                                | Urban Sea 1989                                   | Allegretta                                       | Lombard                                          |
| Père Galileo 1998                                | Urban Sea 1989                                   | Allegretta                                       | Anatevka                                         |
| Mère Meow 2008                                   | Storm Cat 1983                                   | Storm Bird                                       | Northern Dancer                                  |
| Mère Meow 2008                                   | Storm Cat 1983                                   | Storm Bird                                       | South Ocean                                      |
| Mère Meow 2008                                   | Storm Cat 1983                                   | Terlingua                                        | Secretariat                                      |
| Mère Meow 2008                                   | Storm Cat 1983                                   | Terlingua                                        | Crimson Saint                                    |
| Mère Meow 2008                                   | Airwave 2000                                     | Air Express                                      | Salse                                            |
| Mère Meow 2008                                   | Airwave 2000                                     | Air Express                                      | Ibtisamm                                         |
| Mère Meow 2008                                   | Airwave 2000                                     | Kangra Valley                                    | Indian Ridge                                     |
| Mère Meow 2008                                   | Airwave 2000                                     | Kangra Valley                                    | Thorner Lane (famille 19-a)                      |